# Cravity
Cravity (кор. 크래비티, Keuraebiti, стилізується як CRAVITY, читається як «Кревіті») — південнокорейський юнацький поп-гурт, створений компанією Starship Entertainment у 2020 році. Гурт налічує дев'ять учасників: Серім, Ален, Чонмо, Убін, Вонджін, Мінхі, Хьонджун, Тейон, Сонмін. Cravity дебютували 14 квітня 2020 року мініальбомом Season 1. Hideout: Remember Who We Are.
У 2020 році гурт отримав звання «Monster Rookies», що «привернув увагу шанувальників у всьому світі». Вони стали першим виконавцем-початківцем 2020 року, який дебютував у Billboard K-pop Hot 100, і отримали численні нагороди, зокрема «Новий виконавець року» на 12-му Melon Music Awards, «Best of Next» на Mnet Asian Music Awards 2020 та «Rookie Award» на 4-й Soribada Awards.

## Назва
Назва гурту — «Cravity» — розшифровується як «центр гравітації», і поєднує у собі слова англійські слова «creativity» (укр. «творчість») та «gravity» (укр. «гравітація»), які мають привести фанатів до власного всесвіту з унікальним шармом. Назва офіційного фандому — «Luvity». Вона було утворена від поєднання слова «Love» («Luv-») та назви гурту «Cravity» («-ity»).

## Кар'єра

### До дебюту
До дебюту гурту Чонмо, Вонджін, Мінхі та Хьонджун брали участь у шоу Produce X 101 у 2019 році, представляючи Starship Entertainment разом із Мун Хьонбіном. У фіналі Чонмо та Вонджін посіли 12 і 19 місця відповідно (без урахування позиції «X»), не увійшовши до складу гурту X1 за результатами шоу. Однак Мінхі та Хьонджун посіли 10 і 4 місця відповідно, що зробило їх учасниками дебютного складу та учасниками гурту X1. Вони просувалися разом із гуртом до її розпуску 6 січня 2020 року.
Пак Серім з 2017 року стажувався у CUBE та YG. Раніше був танцюристом у балеті іншого артиста Starship Starship Entertainment — Чон Се Уна (Jeong Se-woon). Ален Ма у 2016—2018 роках стажувався в JYP Entertainment, і брав участь у відборі до гурту Stray Kids, але не потрапив до фінального його складу. Хам Вонджін У 9-річному віці розпочав акторську кар'єру. За цей час знявся у фільмах The sound of a flower (2015) і The Man from nowhere (2010), серіалах The fugitive of Joseon (2013 KBS), The Third Hospital (2012 tvN), Feast of the Gods (2012 MBC), Twinkle Twinkle (2011 MBC), Dong Yi (2010 MBC), Happiness in the wind (2010 KBS) та No Limit (KBS 2009). Крім того, він був учасником телешоу Produce X 101, у рейтингу якого посів 16 місце.

### 2020: дебют зSeason 1. Hideout: Remember Who We AreтаSeason 2. Hideout: The New Day We Step Into

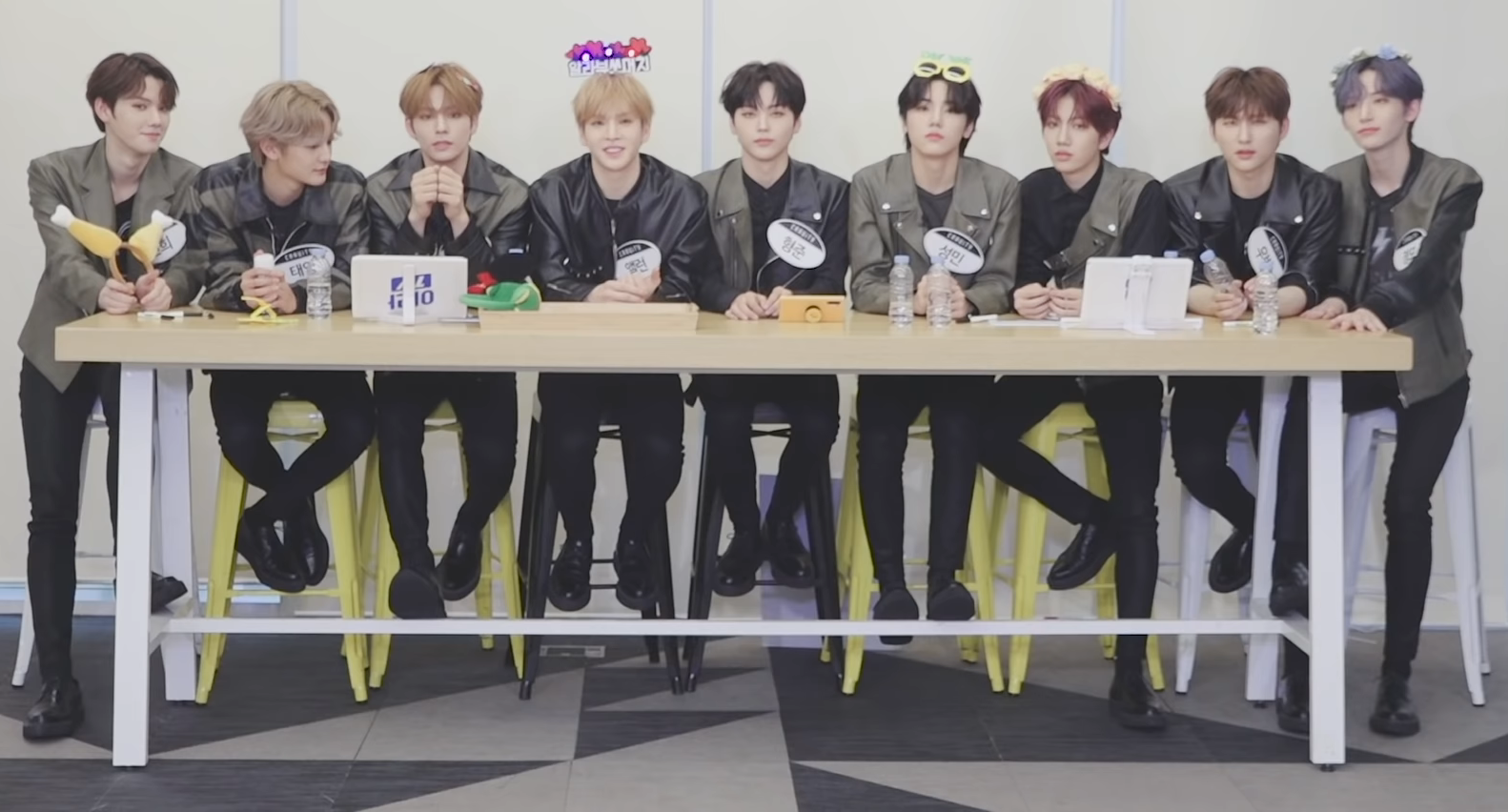
Cravity у травні 2020

13 лютого 2020 року Starship Entertainment заявила про те, що в першій половині року відбудеться дебют нового чоловічого гурту з дев'яти осіб. 15 березня було оприлюднено назву майбутнього гурту — Cravity — та запущено офіційні сторінки гурту у різних соціальних мережахі. Наступного дня було оголошено імена трьох наступних учасників: Серіма, Алена та Чонмо, 17 березня було названо Убіна, Вонджіна та Мінхі, а 18-го — Хьончжуна, Тейона та Сонміна.
24 березня з'явилася заява про те, що дебют Cravity відбудеться 14 квітня. Протягом наступних тижнів публіці було представлено промо-матеріали: тизери, відео та фото учасників. Зрештою, як і передбачалося графіком, 14 квітня відбувся реліз першого альбому гурту — Season 1. Hideout: Remember Who We Are з титульним треком «Break all the Rules». За шість днів музичне відео на головний сингл мало більше 10 мільйонів переглядів на Youtube. Пісня також потрапила на найвищі позиції в семи регіонах на iTunes, включно з США та Японію, а альбом потрапив у трійку кращих у 12 регіонах, досягнувши четвертої позиції у світовому чарті альбомів iTunes. Крім того, у квітні 2020 року альбом розійшовся накладом понад 100 000 копій, що зробило Cravity найбільш продаваним південнокорейським виконавцем-початківцем у 2020 році станом на серпень 2020 року. Одна з композицій цього альбому, «Jumper» була спродюсована Чжухані — учасником іншого гурту Starship Ent. — Monsta X.
За квітень було продано 100 тис. копій Season 1. Hideout: Remember Who We Are, що дозволило йому потрапити до чарту Gaon. Також Cravity посіли 12 позицію в Billboard Social 50 Chart.
Вже після завершення шеститижневих дебютних промоцій Cravity разом з іншими південнокорейськими поп-гуртами виступили на благодійному онлайн-концерті TikTok Stage Live From Seoul.
1 червня Cravity запустили власне телешоу під назвою CRAVITY PARK на платформі V Live.
17 червня гурт представив новий кліп на пісню «Cloud 9» з їхнього дебютного мініальбому. І пісня, і кліп передають почуття щастя та легкості. З цією піснею гурт виступив на численних південнокорейських музичних шоу.
5 серпня стало відомо, що гурт готується до свого першого камбеку з мініальбомом Season 2. Hideout: The New Day We Step Into. Його реліз відбувся 24 серпня. Головною піснею мініальбому стала «Flame». У написанні текстів пісень, що увійшли до цього мініальбому, взяли участь Ален та Серім.
13 серпня гурт на церемонії Soribada Awards отримав свою першу з моменту дебюту нагороду «New Artist Award».

### 2021:Season 3. Hideout: Be Our VoiceтаThe Awakening: Written in the Stars
19 січня було випущено третій мініальбому гурту Season 3. Hideout: Be Our Voice, а також кліп до його головної пісні «My Turn». На музичних шоу Cravity також представили свій бісайд «Mammoth». Деякі пісні з альбому написані учасниками Серім, Аллен і Вонджін. 25 січня Cravity з'явилися гостями у вар'єте-шоу Super Junior's Idol vs. Idol на KNTV. Учасники гурту з'являлися в епізодах 25–28, загалом чотири епізоди, які транслювалися до 28 числа місяця.
2 березня було оголошено, що 11 березня Cravity випустять музичне відео до своєї пісні «Bad Habits». Після виходу відео вони почали просування пісні на музичних шоу. 14 квітня Cravity відзначили свою першу річницю з моменту дебюту. На згадку про цю подію гурт провів стрім на платформі V Live. Крім того, вони оприлюднили різні закулісні матеріали, щоб відсвяткувати свою першу річницю.
15 квітня Starship Entertainment повідомила, що Cravity приєднається до розважальної платформи Universe. 6 червня Cravity провели фан-вечірку Universe «Sunday Cravity», під час якої вони зустрілися з фанатами по всьому світу в Інтернеті та офлайн.
30 червня Cravity підтвердили своє майбутнє повернення та повідомили, що готуються до випуску нового альбому в серпні. 26 липня Cravity анонсували вихід свого майбутнього першого повноформатного альбому The Awakening: Written in the Stars — першого після дебюту. Було підтверджено, що альбом вийде 19 серпня.

## Учасники
| Сценічний псевдонім | Сценічний псевдонім | Сценічний псевдонім | Справжнє ім'я | Справжнє ім'я          | Справжнє ім'я | Дата народження             | Позиція у гурті                          |
| Українською         | Латиницею           | Хангилем            | Українською   | Латиницею              | Хан. / ханча  | Дата народження             | Позиція у гурті                          |
| ------------------- | ------------------- | ------------------- | ------------- | ---------------------- | ------------- | --------------------------- | ---------------------------------------- |
| Серім               | Serim               | 세림                | Пак Серім     | Park Se Rim            | 박세림        | 3 березня 1999 (26 років)   | Лідер гурту, головний репер та танцюрист |
| Ален                | Allen               | 앨런                | Ален Ма       | Allen Ma / Mǎ Shì Quán | 馬蒔權        | 26 квітня 1999 (26 років)   | Головний репер та танцюрист              |
| Чонмо               | Jungmo              | 정모                | Ку Чонмо      | Koo Jung Mo            | 구정모        | 5 лютого 2000 (25 років)    | Головний вокаліст                        |
| Убін                | Woobin              | 우빈                | Со Убін       | Seo Woo Bin            | 서우빈        | 16 жовтня 2000 (24 роки)    | Головний вокаліст                        |
| Вонджін             | Wonjin              | 원진                | Хам Вонджін   | Ham Won Jin            | 함원진        | 22 березня 2001 (24 роки)   | Головний вокаліст, головний танцюрист    |
| Мінхі               | Minhee              | 민희                | Кан Мінхі     | Kang Min Hee           | 강민희        | 17 вересня 2002 (22 роки)   | Головний вокаліст                        |
| Хьончжун            | Hyeongjun           | 형준                | Сон Хьончжун  | Song Hyeong Jun        | 송형준        | 30 листопада 2002 (22 роки) | Вокаліст, танцюрист                      |
| Тейон               | Taeyoung            | 태영                | Кім Тейон     | Kim Tae Young          | 김태영        | 27 січня 2003 (22 роки)     | Головний танцюрист, вокаліст             |
| Сонмін              | Seongmin            | 성민                | Ан Сонмін     | Ahn Seong Min          | 안성민        | 1 серпня 2003 (21 рік)      | Вокаліст, макне                          |

## Дискографія

### Студійні альбоми
| Назва                               | Деталі альбому                                                                              | Пікові позиції у чартах | Пікові позиції у чартах | Пікові позиції у чартах | Продажі                                   |
| Назва                               | Деталі альбому                                                                              | KOR                     | JPN                     | JPN Cmb.                | Продажі                                   |
| ----------------------------------- | ------------------------------------------------------------------------------------------- | ----------------------- | ----------------------- | ----------------------- | ----------------------------------------- |
| The Awakening: Written in the Stars | - Реліз: 19 серпня 2021 - Лейбл: Starship Entertainment - Формат: CD, цифрове завантаження  | 3                       | 11                      | 18                      | - Південна Корея: 184,967 - Японія: 5,778 |
| Liberty: In Our Cosmos              | - Реліз: 22 березня 2022 - Лейбл: Starship Entertainment - Формат: CD, цифрове завантаження | 1                       | 31                      | 50                      | - Південна Корея: 156,719 - Японія: 3,605 |

### Мініальбоми
| Назва                                       | Деталі альбому                                                                              | Пікові позиції у чартах | Пікові позиції у чартах | Пікові позиції у чартах | Пікові позиції у чартах | Продажі                                    | Сертифікації     |
| Назва                                       | Деталі альбому                                                                              | KOR                     | JPN                     | JPN Cmb.                | JPN Dig.                | Продажі                                    | Сертифікації     |
| ------------------------------------------- | ------------------------------------------------------------------------------------------- | ----------------------- | ----------------------- | ----------------------- | ----------------------- | ------------------------------------------ | ---------------- |
| Season 1. Hideout: Remember Who We Are      | - Реліз: 14 квітня 2020 - Лейбл: Starship Entertainment - Формат: CD, цифрове завантаження  | 1                       | 10                      | 13                      | 27                      | - Південна Корея: 154,360 - Японія: 7,304  |                  |
| Season 2. Hideout: The New Day We Step Into | - Реліз: 24 серпня 2020 - Лейбл: Starship Entertainment - Формат: CD, цифрове завантаження  | 1                       | 15                      | 18                      | —                       | - Південна Корея: 166,644 - Японія: 10,966 |                  |
| Season 3. Hideout: Be Our Voice             | - Реліз: 19 січня 2021 - Лейбл: Starship Entertainment - Формат: CD, цифрове завантаження   | 3                       | 12                      | 16                      | —                       | - Південна Корея: 176,511 - Японія: 8,869  |                  |
| New Wave                                    | - Реліз: 27 вересня 2022 - Лейбл: Starship Entertainment - Формат: CD, цифрове завантаження | 1                       | 11                      | 21                      | —                       | - Південна Корея: 223,331 - Японія: 7,032  |                  |
| Master: Piece                               | - Реліз: 6 березня 2023 - Лейбл: Starship Entertainment - Формат: CD, цифрове завантаження  | 2                       | 18                      | 25                      | —                       | - Південна Корея: 302,906 - Японія: 6,889  | - KMCA: Platinum |
| Sun Seeker                                  | - Реліз: 11 вересня 2023 - Лейбл: Starship Entertainment - Формат: CD, цифрове завантаження | 1                       | 38                      | —                       | —                       | - Південна Корея: 311,274 - Японія: 1,788  |                  |

### Сингли
| Назва | Рік       | Пікові позиції у чартах | Пікові позиції у чартах | Пікові позиції у чартах | Пікові позиції у чартах | Пікові позиції у чартах | Продажі                 | Альбом                                      |
| Назва | Рік       | KOR                     | KOR Hot                 | JPN                     | JPN Hot                 | JPN Cmb.                | Продажі                 | Альбом                                      |
| Корейські | Корейські | Корейські               | Корейські               | Корейські               | Корейські               | Корейські               | Корейські               | Корейські                                   |
| --- | --------- | ----------------------- | ----------------------- | ----------------------- | ----------------------- | ----------------------- | ----------------------- | ------------------------------------------- |
| «Break All the Rules» | 2020      | —                       | —                       | —                       | —                       | —                       | —                       | Season 1. Hideout: Remember Who We Are      |
| «Flame» | 2020      | —                       | 97                      | —                       | —                       | —                       | —                       | Season 2. Hideout: The New Day We Step Into |
| «My Turn» | 2021      | —                       | —                       | —                       | —                       | —                       | —                       | Season 3. Hideout: Be Our Voice             |
| «Gas Pedal» | 2021      | —                       | —                       | —                       | —                       | —                       | —                       | The Awakening: Written in the Stars         |
| «Adrenaline» | 2022      | —                       | —                       | —                       | —                       | —                       | —                       | Liberty: In Our Cosmos                      |
| «Party Rock» | 2022      | —                       | *                       | —                       | —                       | —                       | —                       | New Wave                                    |
| «Groovy» | 2023      | 132                     | *                       | 3                       | 15                      | 6                       | - Японія: 37,705 (phy.) | Master: Piece                               |
| «Cheese» | 2023      | —                       | *                       | —                       | —                       | —                       | —                       | Sun Seeker                                  |
| «Ready or Not» | 2023      | —                       | *                       | —                       | —                       | —                       | —                       | Sun Seeker                                  |
| Англійські |           |                         |                         |                         |                         |                         |                         |                                             |
| «Boogie Woogie» | 2022      | —                       | *                       | —                       | —                       | —                       | —                       | New Wave                                    |
| «—» релізи, що не потрапили у чарти або не були випущені у відповідних регіонах. «*» позначено чарти, які на даний момент вже не діють. |           |                         |                         |                         |                         |                         |                         |                                             |

### Промо-сингли
| Назва   | Рік  | Пікові позиції у чартах | Альбом            |
| Назва   | Рік  | KOR Down.               | Альбом            |
| ------- | ---- | ----------------------- | ----------------- |
| «Vivid» | 2022 | 198                     | Сингл без альбому |

### Саундтреки
| Назва          | Рік  | Пікові позиції у чартах | Альбом                             |
| Назва          | Рік  | KOR Down.               | Альбом                             |
| -------------- | ---- | ----------------------- | ---------------------------------- |
| «Ready Set Go» | 2023 | 85                      | Amazing Rumor 2: Counter Punch OST |

### Інші пісні у чартах
| Назва           | Рік  | Пікові позиції у чартах | Альбом        |
| Назва           | Рік  | KOR Down.               | Альбом        |
| --------------- | ---- | ----------------------- | ------------- |
| «Colorful»      | 2022 | 87                      | New Wave      |
| «Knock Knock»   | 2022 | 89                      | New Wave      |
| «New Addiction» | 2022 | 91                      | New Wave      |
| «Automatic»     | 2022 | 93                      | New Wave      |
| «Fly»           | 2023 | 50                      | Master: Piece |
| «A to Z»        | 2023 | 51                      | Master: Piece |
| «Light the way» | 2023 | 53                      | Master: Piece |
| «Baddie»        | 2023 | 54                      | Master: Piece |
| «Get Lifted»    | 2023 | 55                      | Master: Piece |
| «Vibration»     | 2023 | 76                      | Sun Seeker    |
| «9 o'clock»     | 2023 | 75                      | Sun Seeker    |
| «Megaphone»     | 2023 | 73                      | Sun Seeker    |
| «Love Fire»     | 2023 | 72                      | Sun Seeker    |

## Відеографія

### Музичні кліпи
| Назва                            | Рік  | Режисер(и)                    | Прим.  |
| -------------------------------- | ---- | ----------------------------- | ------ |
| «Break All the Rules»            | 2020 | Highqualityfish               | [ 75 ] |
| «Cloud 9»                        | 2020 | Vishop (Vikings League)       | [ 76 ] |
| «Flame»                          | 2020 | Vishop (Vikings League)       | [ 77 ] |
| «My Turn»                        | 2021 | Sam Son (Highqualityfish)     | [ 78 ] |
| «Bad Habits» (Performance Video) | 2021 | Jimmy (VIA)                   | [ 79 ] |
| «Gas Pedal»                      | 2021 | Sam Son (Highqualityfish)     | [ 80 ] |
| «Veni Vidi Vici» (Special Video) | 2021 | Jimmy(VIA)                    | [ 81 ] |
| «Adrenaline»                     | 2022 | Sam Son (Highqualityfish)     | [ 82 ] |
| «Vivid»                          | 2022 | Kwon Yong-soo (Sacchain Film) | [ 83 ] |
| «Party Rock»                     | 2022 | Bart (Flipevil)               | [ 84 ] |
| «Groovy»                         | 2023 | Bart (Flipevil)               | [ 85 ] |
| «Groovy» (Japanese Version)      | 2023 | Jimmy (VIA)                   | [ 86 ] |
| «Cheese»                         | 2023 | Jimmy (VIA)                   | [ 87 ] |
| «Ready or Not»                   | 2023 | Woonghui                      | [ 88 ] |

### Інші відео
| Назва                            | Рік  | Режисер(и)          | Прим.  |
| -------------------------------- | ---- | ------------------- | ------ |
| «CRAVITY 'What's Your Gravity?'» | 2023 | 88 Gymnastic Heroes | [ 89 ] |

### DVD
| Назва                                             | Деталі альбому                                                                     |
| ------------------------------------------------- | ---------------------------------------------------------------------------------- |
| «2021 Cravity Summer Package [Come Together]»     | - Реліз: 31 липня 2020 - Лейбл: Starship Entertainment - Формат: DVD + Фотобук     |
| «2021 Cravity Summer Package [Stand Together]»    | - Реліз: 8 вересня 2020 - Лейбл: Starship Entertainment - Формат: DVD + Фотобук    |
| «Cravity 2021 Season's Greetings»                 | - Реліз: 18 грудня 2020 - Лейбл: Starship Entertainment - Формат: DVD + Фотобук    |
| «Cravity League of The Universe»                  | - Реліз: 10 червня 2021 - Лейбл: Starship Entertainment - Формат: DVD + Фотобук    |
| «Cravity 2022 Season's Greetings [Band CRVT]»     | - Реліз: 23 грудня 2021 - Лейбл: Starship Entertainment - Формат: DVD + Фотобук    |
| «Cravity 2023 Season's Greetings [CRVT's Sweets]» | - Реліз: 23 листопада 2022 - Лейбл: Starship Entertainment - Формат: DVD + Фотобук |
| «2023 Cravity Fan-Con [Dear My Luvity]»           | - Реліз: 4 серпня 2023 - Лейбл: Starship Entertainment - Формат: DVD + Фотобук     |

## Фільмографія

### Реаліті-шоу
| Рік         | Назва                                        | Нотатки                                                                    | Мережа            | Прим.                |
| ----------- | -------------------------------------------- | -------------------------------------------------------------------------- | ----------------- | -------------------- |
| 2020–донині | Cravity Park                                 | 1-7 сезони                                                                 | YouTube           | [ 90 ] [ 91 ] [ 92 ] |
| 2020–донині | C-Real                                       | Behind the scenes of members' everyday life.                               | YouTube           | [ 93 ]               |
| 2020–донині | C-Record                                     | Behind the scenes of members' promotions.                                  | YouTube           | [ 93 ]               |
| 2020–донині | Before Cravity                               | Behind the scenes of members' trainee days.                                | YouTube           | [ 93 ]               |
| 2020–донині | C-Plus+                                      | Compilation of members' individual song covers.                            | YouTube           | [ 93 ]               |
| 2020–донині | for. Luvity                                  | Special Fanship paid contents of Cravity.                                  | V Live, Cafe Daum | [ 93 ]               |
| 2021        | Super Junior's Idol vs Idol                  | Appeared on episode 25–28.                                                 | KNTV / KNTV801    | [ 94 ]               |
| 2022–донині | C-Log                                        | Vlog content containing daily life of the members.                         | YouTube           | [ 95 ]               |
| 2022        | Gwamorip-Jang Level Up                       | Universe original contents of Cravity.                                     | Universe          | [ 96 ]               |
| 2022        | Parasite Challenge by Cravity                | Universe original contents of Cravity.                                     | Universe          | [ 96 ]               |
| 2022        | Ssap-Dance                                   | Universe original contents of Cravity.                                     | Universe          | [ 96 ]               |
| 2022        | Stress Thing                                 | Universe original contents of Cravity.                                     | Universe          | [ 96 ]               |
| 2022        | Prize Winning Survival Show: Gae Ppang Meong | Universe original contents of Cravity.                                     | Universe          | [ 97 ]               |
| 2022        | The Game Caterers X Starship Entertainment   | Members Serim, Minhee, Hyeongjun, Jungmo and Seongmin represented Cravity. | tvN, YouTube      | [ 98 ]               |
| 2022–донині | C-Port                                       | Brief record of the groups' main schedules.                                | YouTube           | [ 99 ]               |

### Радіо-шоу
| Рік         | Назва                 | Нотатки                                             | Мережа               | Прим.   |
| ----------- | --------------------- | --------------------------------------------------- | -------------------- | ------- |
| 2021–донині | Parallel Universe     | Universe original radio contents of Cravity.        | Universe             | [ 100 ] |
| 2021–донині | Hello Luvity          | Universe original radio contents of Cravity.        | Universe             | [ 101 ] |
| 2022        | Catch Up! Cravity     | Universe original radio contents of Cravity.        | Universe             | [ 102 ] |
| 2022        | Respect My Preference | Universe original radio contents of Cravity.        | Universe             | [ 103 ] |
| 2022        | Station Z             | Radio DJ for the month of February, every Saturday. | KBS Cool FM, YouTube | [ 104 ] |

### Короткометражні фільми
| Рік       | Назва                                  | Нотатки | Прим.   |
| --------- | -------------------------------------- | --- | ------- |
| 2020–2021 | Cravity: League of the Hidden Universe | Videos delivering a unique and mysterious message on Cravity's Hidden Universe.                                                | [ 105 ] |
| 2021      | Hidden Dungeon: Cicada 3301            | Story of Cravity, a supernatural being, who tried to unravel the 'Cicada3301' to discover the mystery of the 'Cicada Pattern'. | [ 106 ] |

## Концерти та тури

### Хедлайнері

#### 2023 Cravity The 1st World Tour 'Masterpiece'
| Дата           | Місто        | Країна         | Місце проведення               | Прим.           |
| -------------- | ------------ | -------------- | ------------------------------ | --------------- |
| 13 травня 2023 | Сеул         | Південна Корея | Olympic Hall Beyond Live       | [ 107 ] [ 108 ] |
| 14 травня 2023 | Сеул         | Південна Корея | Olympic Hall Beyond Live       | [ 107 ] [ 108 ] |
| 2 червня 2023  | Осака        | Японія         | Grand Cube Osaka               | [ 109 ]         |
| 3 червня 2023  | Осака        | Японія         | Grand Cube Osaka               | [ 109 ]         |
| 6 червня 2023  | Йокогама     | Японія         | Pacifico Yokohama              | [ 109 ]         |
| 7 червня 2023  | Йокогама     | Японія         | Pacifico Yokohama              | [ 109 ]         |
| 16 червня 2023 | Нью-Йорк     | США            | Webster Hall                   | [ 109 ]         |
| 18 червня 2023 | Чикаго       | США            | Copernicus Center              | [ 109 ]         |
| 20 червня 2023 | Сан-Хуан     | Пуерто-Рико    | Sala Sinfonica de Bellas Artes | [ 109 ]         |
| 22 червня 2023 | Атланта      | США            | Heaven at the Masquerade       | [ 109 ]         |
| 23 червня 2023 | Даллас       | США            | House of Blues                 | [ 109 ]         |
| 25 червня 2023 | Лос-Анджелес | США            | Avalon Hollywood               | [ 109 ]         |
| 8 липня 2023   | Тайбей       | Тайвань        | NTU Sports Center 1F           | [ 109 ]         |
| 29 липня 2023  | Гонконг      | Китай          | KITEC, Rotunda 3               | [ 109 ]         |
| 5 серпня 2023  | Маніла       | Філіппіни      | New Frontier Theater           | [ 109 ]         |
| 28 жовтня 2023 | Бангкок      | Таїланд        | Chaengwattana Hall             | [ 109 ]         |

### Cravity The 1st Concert 'Center of Gravity
| Дата          | Місто | Країна         | Місце проведення         | Прим.   |
| ------------- | ----- | -------------- | ------------------------ | ------- |
| 2 квітня 2022 | Сеул  | Південна Корея | Olympic Hall Beyond Live | [ 110 ] |
| 3 квітня 2022 | Сеул  | Південна Корея | Olympic Hall Beyond Live | [ 110 ] |

### Cravity The 1st Fan-con 'Center of Gravity
| Дата              | Місто   | Країна  | Місце проведення                       | Кількість відвідувачів | Прим.           |
| ----------------- | ------- | ------- | -------------------------------------- | ---------------------- | --------------- |
| 29 червня 2022    | Осака   | Японія  | Zepp Osaka Bayside                     | 5,600                  | [ 111 ]         |
| 30 червня 2022    | Осака   | Японія  | Zepp Osaka Bayside                     | 5,600                  | [ 111 ]         |
| 19 жовтня 2022    | Токіо   | Японія  | Toyosu PIT                             | 5,200                  | [ 111 ]         |
| 20 жовтня 2022    | Токіо   | Японія  | Toyosu PIT                             | 5,200                  | [ 111 ]         |
| 21 жовтня 2022    | Осака   | Японія  | Orix Theater                           | 7,200                  | [ 111 ]         |
| 22 жовтня 2022    | Осака   | Японія  | Orix Theater                           | 7,200                  | [ 111 ]         |
| 5 листопада 2022  | Бангкок | Таїланд | CentralWorld                           | N/A                    | [ 112 ]         |
| 27 листопада 2022 | Тайбей  | Тайвань | Taipei International Convention Center | 1,200                  | [ 113 ] [ 114 ] |

### 2023 Cravity Fan-con 'Dear My Luvity
| Дата           | Місто | Країна         | Місце проведення                       | Прим.   |
| -------------- | ----- | -------------- | -------------------------------------- | ------- |
| 18 лютого 2023 | Сеул  | Південна Корея | Bluesquare Mastercard Hall Beyond Live | [ 115 ] |
| 19 лютого 2023 | Сеул  | Південна Корея | Bluesquare Mastercard Hall Beyond Live | [ 115 ] |

### Участь у концертах
| Назва                                                   | Дата              | Місто                 | Країна          | Місце проведення              | Прим.           |
| ------------------------------------------------------- | ----------------- | --------------------- | --------------- | ----------------------------- | --------------- |
| «TikTok Stage Live from SEOUL»                          | 25 травня 2020    | N/A (Офлайн-концерти) | Південна Корея  | N/A                           | [ 116 ]         |
| «KCON: TACT 2020 Summer»                                | 21 червня 2020    | N/A (Офлайн-концерти) | Південна Корея  | N/A                           | [ 117 ]         |
| 2020 Pepsi Online Showcase for the Love Of Korea        | 27 червня 2020    | N/A (Офлайн-концерти) | Південна Корея  | N/A                           | [ 118 ]         |
| «The 26th Dream Concert CONNECT: D»                     | 25 липня 2020     | N/A (Офлайн-концерти) | Південна Корея  | N/A                           | [ 119 ]         |
| «Worldwide Live On Concert»                             | 29 серпня 2020    | N/A (Офлайн-концерти) | Південна Корея  | N/A                           | [ 120 ]         |
| «2020 SBS Super ON: TACT»                               | 18 жовтня 2020    | N/A (Офлайн-концерти) | Південна Корея  | N/A                           | [ 121 ]         |
| 2020 Korea Music Drive-In Festival                      | 31 жовтня 2020    | N/A (Офлайн-концерти) | Південна Корея  | N/A                           | [ 122 ]         |
| 2020 K-Pop x K-Art Concert Super KPA                    | 27 листопада 2020 | N/A (Офлайн-концерти) | Південна Корея  | N/A                           | [ 123 ]         |
| 2021 Uni-Kon                                            | 14 лютого 2021    | N/A (Офлайн-концерти) | Південна Корея  | N/A                           | [ 124 ]         |
| IdolLive Mini Concert «Adola 4U»                        | 23 лютого 2021    | N/A (Офлайн-концерти) | Південна Корея  | N/A                           | [ 125 ]         |
| On-Tact G-KPOP Concert                                  | 15 травня 2021    | N/A (Офлайн-концерти) | Південна Корея  | N/A                           | [ 126 ]         |
| Joy Ruckus Club K-Pop Superfest                         | 20 червня 2021    | N/A (Офлайн-концерти) | Південна Корея  | N/A                           | [ 127 ]         |
| «We All Are One» K-Pop Concert                          | 29 серпня 2021    | N/A (Офлайн-концерти) | Південна Корея  | N/A                           | [ 128 ]         |
| Incheon K-Pop Concert                                   | 25 вересня 2021   | N/A (Офлайн-концерти) | Південна Корея  | N/A                           | [ 129 ]         |
| Changwon K-Pop World Festival                           | 15 жовтня 2021    | N/A (Офлайн-концерти) | Південна Корея  | N/A                           | [ 130 ]         |
| «On The K: The First Stage»                             | 29 жовтня 2021    | N/A (Офлайн-концерти) | Південна Корея  | N/A                           | [ 131 ]         |
| 2021 SBS Super Concert in Daegu                         | 31 жовтня 2021    | Тегу                  | Південна Корея  | Daegu Stadium                 | [ 132 ]         |
| 2021 1theK Nodam Concert                                | 26 листопада2021  | N/A (Офлайн концерт)  | Південна Корея  | N/A                           | [ 133 ]         |
| Welcome K-Pop Click                                     | 15 січня 2022     | Сеул                  | Південна Корея  | World K-Pop Center Glass Hall | [ 134 ]         |
| KCON 2022 Premiere US                                   | 20 травня 2022    | Чикаго                | США             | Rosemont Theatre              | [ 135 ]         |
| The 28th Dream Concert                                  | 23 червня 2022    | Сеул                  | Південна Корея  | Seoul Olympic Stadium         | [ 136 ]         |
| 2022 Uni-Kon                                            | 3 липня 2022      | N/A (Офлайн-концерт)  | Південна Корея  | N/A                           | [ 137 ]         |
| HallyuPopFest London                                    | 10 липня 2022     | Wembley               | Велика Британія | Wembley Arena                 | [ 138 ]         |
| Seezn Summer Concert                                    | 17 липня 2022     | Сеул                  | Південна Корея  | Jangchung Arena               | [ 139 ]         |
| The Star Next Stage                                     | 2 серпня 2022     | Йокогама              | Японія          | Pia Arena MM                  | [ 140 ]         |
| The Star Next Stage                                     | 2 серпня 2022     | Кобе                  | Японія          | World Memorial Hall           | [ 140 ]         |
| The Star Next Stage                                     | 9 серпня 2022     | Фукуока               | Японія          | Marine Messe                  | [ 140 ]         |
| KCON 2022 LA                                            | 20 серпня 2022    | Лос-Анджелес          | США             | Los Angeles Convention Center | [ 141 ]         |
| KCON 2022 LA                                            | 21 серпня 2022    | Лос-Анджелес          | США             | Los Angeles Convention Center | [ 141 ]         |
| KCON US Tour                                            | 24 серпня 2022    | Сан-Франциско         | США             | Orpheum Theater               | [ 142 ]         |
| KCON US Tour                                            | 26 серпня 2022    | Minneapolis           | США             | State Theater                 | [ 142 ]         |
| KCON US Tour                                            | 28 серпня 2022    | Houston               | США             | Sarofim Hall                  | [ 142 ]         |
| Mezamashi Live                                          | 28 серпня 2022    | N/A (Offline concert) | Японія          | N/A                           | [ 143 ]         |
| KCON US Tour                                            | 29 серпня 2022    | Далас                 | США             | Texas Trust CU Theater        | [ 144 ]         |
| KCON US Tour                                            | 31 серпня 2022    | Атланта               | США             | The Eastern                   | [ 144 ]         |
| KCON US Tour                                            | 2 вересня 2022    | Нью-Йорк              | США             | Terminal 5                    | [ 144 ]         |
| Lalapa K-Concert                                        | 24 вересня 2022   | Бангкок               | Таїланд         | Union Hall                    | [ 145 ] [ 146 ] |
| The K-Concert                                           | 7 жовтня 2022     | Сеул                  | Південна Корея  | Jamsil Stadium                | [ 147 ]         |
| Suncheon Bay International Garden Expo Opening Ceremony | 31 березня 2023   | Сунчхон               | Південна Корея  | Garden in the Water           | [ 148 ]         |
| Next Generation Live Arena                              | 22 квітня 2023    | Йокогама              | Японія          | Pia Arena MM                  | [ 149 ]         |
| KPOP Lux SBS Super Concert                              | 22 липня 2023     | Мадрід                | Іспанія         | Estadio Cívitas Metropolitano | [ 150 ]         |
| KCON 2023 LA                                            | 18 серпня 2023    | Лос-Анджелес          | США             | Los Angeles Convention Center | [ 151 ]         |
| Kampfest CDMX                                           | 19 серпня 2023    | Мехіко                | Мексика         | Parque Bicentenario           | [ 152 ]         |
| Krazy K-Pop Super Concert                               | 26 серпня 2023    | Нью-Йорк              | США             | UBS Arena                     | [ 153 ]         |
| Next Generation Live Arena                              | 23 листопада 2023 | Йокогама              | Японія          | Pia Arena MM                  | [ 154 ]         |

## Нагороди та номінації
| Рік                            | Нагорода                      | Номінант / робота            | Результат                    | Прим.                        |
| Soribada Best K-Music Awards   | Soribada Best K-Music Awards  | Soribada Best K-Music Awards | Soribada Best K-Music Awards | Soribada Best K-Music Awards |
| ------------------------------ | ----------------------------- | ---------------------------- | ---------------------------- | ---------------------------- |
| 2020                           | New Artist Award              | Cravity                      | Перемога                     | [ 155 ]                      |
| Asia Artist Awards             |                               |                              |                              |                              |
| 2020                           | Popularity Award              | Cravity                      | Номінація                    | [ 156 ]                      |
| 2020                           | AAA Potential (Singer)        | Cravity                      | Перемога                     | [ 157 ]                      |
| Mnet Asian Music Awards (MAMA) |                               |                              |                              |                              |
| 2020                           | Artist of the Year            | Cravity                      | Номінація                    | [ 158 ]                      |
| 2020                           | Worldwide Fans' Choice Top 10 | Cravity                      | Номінація                    | [ 158 ]                      |
| 2020                           | Best New Male Artist          | Cravity                      | Номінація                    | [ 158 ]                      |
| 2020                           | Best of Next                  | Cravity                      | Перемога                     | [ 159 ]                      |
| Melon Music Awards             |                               |                              |                              |                              |
| 2020                           | New Artist of the Year — Male | Cravity                      | Перемога                     | [ 160 ]                      |
| Brand of the Year Awards       |                               |                              |                              |                              |
| 2020                           | Rookie Male Idol Award        | Cravity                      | Перемога                     | [ 161 ]                      |
| Dong-A Pick Awards             |                               |                              |                              |                              |
| 2020                           | Idol Pick Super Rookie        | Cravity                      | Перемога                     | [ 162 ]                      |
| Asia Model Awards              |                               |                              |                              |                              |
| 2020                           | New Star Award — Male Artist  | Cravity                      | Перемога                     | [ 163 ]                      |

## Нотатки
1. ↑  Сингл «Break All the Rules» не потрапив у Circle Digital Chart, але посів 67 місце у Circle Download Chart[63].
2. ↑  Сингл «Flame» не потрапив у Circle Digital Chart, але посів 81 місце у Circle Download Chart[64].
3. ↑  Сингл «My Turn» не потрапив у Circle Digital Chart, але посів 21 місце у Circle Download Chart[65].
4. ↑  Сингл «Gas Pedal» не потрапив у Circle Digital Chart, але посів 41 місце у Circle Download Chart[66].
5. ↑  Сингл «Adrenaline» не потрапив у Circle Digital Chart, але посів 7 місце у Circle Download Chart[67].
6. ↑  Сингл «Party Rock» не потрапив у Circle Digital Chart, але посів 15 не потрапив у Circle Download Chart[68].
7. ↑  Сингл «Cheese» не потрапив у Circle Digital Chart, але посів 152 місце у Circle Download Chart[70].
8. ↑  Сингл «Ready or Not» не потрапив у Circle Digital Chart, але посів 7 місце у Circle Download Chart[71].
9. ↑  Сингл «Boogie Woogie» не потрапив у Circle Digital Chart, але посів 92 місце у Circle Download Chart[68].
10. ↑  Пісня «Vivid» була випущена як промо-сингл для платформи Universe.
11. ↑  for. Luvity was broadcast on VLive until the app's shutdown in 2022. The broadcast eventually transferred to Cafe Daum.
12. ↑  Тільки 14 травня
13. ↑  Online streaming on the platform "Beyond Live" was available for April 3 only.
14. ↑  February 19 only.
15. ↑  "At the online concert 'TikTok Stage Live From Seoul' to be held on the 25th, Apink, AKMU, Oh My Girl, Monsta X, iKON, KARD, Kang Daniel, CIX, Cravity (in order of debut), etc. The K-Pop artists' lineup has been revealed.
16. ↑  "The concert of 'K Contact 2020 Summer' will be held live for over 4 hours from 10 pm every night for a week. It is planned to present an interactive stage where artists and fans can meet and communicate interactively in a virtual space of various concepts based on new technologies specialized for online and mobile, with a total of 33 artists appearing for a week, 4–5 teams each.
17. ↑  "The 'Pepsi Online Showcase' hosted by the global beverage brand Pepsi confirmed the appearance of Korea's representative Hallyu stars and announced that it would be held without spectators.
18. ↑  "The 26th Dream Concert CONNECT:D" is an online concert, special technology is used for the audience to vividly deliver the sense of realism of offline performances to fans around the world.
19. ↑  "Offline concert for a quick recovery and new hope with Korea's best K-POP No.1 Grade skillful and well-known musicians, Monsta X, Cosmic Girls, The Boyz and Cravity.
20. ↑  "Super On-tact', designed in an on-tact method for domestic and foreign fans who cannot go to the concert site due to Corona 19, is an online streaming concert at 8 pm every Sunday for 4 weeks from September 27 to October 18. It will be broadcast live around the world through 'V Live'.
21. ↑  "On October 31, the first day of 'KMDF' held at the Incheon Port International Passenger Terminal in Songdo, Incheon, NCT U, Astro, AB6IX, The Boyz, Lovelyz, Momoland, Pentagon, CIX, (G)I-DLE, Kim Jae-hwan , WJSN, ATEEZ, CRAVITY, CLC, Golden Child, Cherry Bullet, Rocket Punch, Drippin, Giant Pink, Dreamcatcher, Cignature, DKB, BOY (B.O.Y), 3YE (Third Eye), No Brain, ADOY, Inalchi, Park Munchi, Galaxy Express, Jiyunhae, and Lowdown 30 have confirmed their appearances."
22. ↑  "Offline concert, it will be broadcast live on 'V Live' (Beyond Live).
23. ↑  "UNI-KON consists of a total of 4 parts, 'STAR-ROAD', 'GRAVITY', 'EVOLUTION', and 'UNIVERSE'. X), Park Jihoon, CIX, ASTRO, IZ*ONE, (G)I-DLE, Oh My Girl, Cosmic Girls, AB6IX, ATEEZ, WEi, CRAZY 14 teams of K-POP artists, including CRAVITY, performed on a passionate stage."
24. ↑  "'Adola 4U' is a non-face-to-face online concert featuring 4 representative K-pop idol teams, including VICTON, ACE, AleXa, and Cravity."
25. ↑  "Joy Ruckus Club K-POP SUPERFEST, which received attention for its colorful lineup, unveiled the lineup on the Joy Ruckus Club official website and SNS on Saturday, May 29th, Korean time. The lineup includes male solo singer Rain, groups AB6IX, CRAVITY, Golden Child, THE BOYZ, Lovelyz, and MOMOLAND."
26. ↑  "Online concert, performances and online cheering sites are broadcast live through Red Angel's own streaming service 'Cushion Live'."
27. ↑  "As it is difficult to site a venue due to COVID-19 this year, the concert will meet domestic and foreign fans through real-time streaming."
28. ↑  "On this day, abundant performances by K-pop stars such as Monsta X, The Boyz, Stray Kids, Oh My Girl, Ateez, Espa, Oneus, and Cravity were also prepared. The beauty of Changwon and Korea was conveyed to K-POP fans."
29. ↑  "Online concert, Cravity performed Veni Vidi Vici, My Turn, and Gas Pedal."
30. ↑  "Online concert, aims to spread awareness and prevent smoking among youth."
31. ↑  "The online and offline universe concert '2022 UNI-KON', which was held for two days on the 2nd and 3rd, was successfully completed with 3.8 million K-pop fans from 200 countries around the world."
32. ↑  "A variety of live performances from artists related to Mezamashi."